# Rita Hayworth
Rita Hayworth, artiestennaam van Margarita Carmen Cansino, (New York, 17 oktober 1918 – aldaar, 14 mei 1987) was een Amerikaanse filmactrice en danseres die in de jaren veertig faam verwierf in melodrama's waarin ze de femme fatale speelde, zoals The Lady in Question (1940), Blood and Sand (1941) en The Strawberry Blonde (1941). De film die het sterkst aan haar naam verbonden blijft is de film noir Gilda (1946); het imago van love goddess dat ze daardoor kreeg zou haar haar hele verdere leven blijven achtervolgen.

## Jeugd
Hayworth werd geboren in Brooklyn als de dochter van flamencodanser Eduardo Cansino en Volga Hayworth. Ze was lid van een beroemde familie met Spaanse dansers. Ze spendeerde bijna heel haar jeugd aan dansen. "From the time I was three and a half, as soon as I could stand on my own feet, I was given dance lessons." en "I didn't like it very much, but I didn't have the courage to tell my father, so I began taking the lessons. Rehearse, rehearse, rehearse, that was my girlhood." vertelde ze hierover.
Toen ze acht was, verhuisde haar vader het gezin naar West-Hollywood, waar hij zijn eigen dansstudio had. Vele Hollywoodsterren kregen een gespecialiseerde opleiding van vader Cansino zelf, onder anderen James Cagney en Jean Harlow. Hayworth was zelf een van de studenten op zijn dansschool waar ze haar dansvaardigheden uitbreidde.
Toen Hayworth ouder werd, trad ze samen met haar vader op als 'the dancing Cansinos' op verschillende plekken in Mexico, zoals ook in 'the caliente club' waar werd ze ontdekt door een leidinggevende bij de Fox Film Corporation. Een week later mocht Hayworth een screentest doen voor Fox, die een grote indruk naliet. Kort hierna ontving ze een contract van zes maanden
Ze speelde in die zes maanden vijf rollen die niet belangrijk of memorabel waren. Hierdoor werd besloten om haar contract niet te vernieuwen bij wat nu Twentieth Century Fox is.
Toen was Hayworth al 18 en trouwde met de zakenman Edward C. Judson, die twee keer zo oud was als zijzelf. Judson zorgde ervoor dat ze de hoofdrol kreeg in verschillende onafhankelijke films. Uiteindelijk kon hij ervoor zorgen dat ze een kans kreeg bij Columbia Pictures.

## Superster en sekssymbool
In 1935, liep haar contract bij Fox af en werd ze bij de film Ramona vervangen door Loretta Young. Hayworth was er kapot van, maar ze gaf niet op. In 1937 verscheen ze in vijf rollen bij Columbia Pictures en drie onafhankelijke films. Geen van deze films was een succes.
In 1938 verscheen ze in nog vijf rollen bij Columbia Pictures, met weer matig tot geen succes.
In 1939 brak ze eindelijk door met de film Only Angels Have Wings, die een groot commercieel succes werd. Ze werd de eerste grote ster bij Columbia Pictures (de studio had nog nooit een echte belangrijke ster gehad, buiten Jean Arthur, die van haar contract probeerde af te komen). Haar volgende belangrijke film was The Strawberry Blonde, in opdracht van Warner Brothers. Deze film werd weer een groot succes en maakte van haar een van de grotere Hollywoodsterren. Warner Brothers was zo onder de indruk dat ze het contract van Hayworth probeerden af te kopen van Columbia, maar Columbia Pictures weigerde haar weg te geven.
Haar volgende film was Blood and Sand, ironisch genoeg in opdracht van Fox, de studio die haar zes jaar eerder dumpte. Deze film was een enorm kassucces en de critici gaven haar zeer lovende kritieken.
Hierna speelde ze in 1941 in de musical You'll Never Get Rich samen met Fred Astaire. Het werd een van de duurste producties die Columbia ooit had gemaakt. Door het grote succes en de enorme populariteit werd het jaar daarop een tweede productie gemaakt waarin Hayworth en Fred Astaire samen speelden: You Were Never Lovelier
In deze periode poseerde ze als een pin-upgirl. Toen de VS zich in de Tweede Wereldoorlog mengde, werd haar afbeelding door miljoenen soldaten bewonderd. Dit maakte haar een van de top twee pin-upmeisjes in de oorlogsjaren, de andere was de blonde Betty Grable.

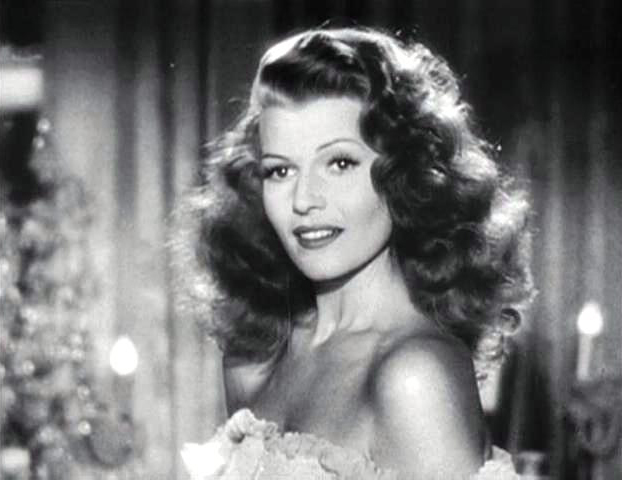
Rita Hayworth in Gilda (1946)

Hayworth was een grote ster geworden die op handen gedragen werd door het publiek. Ze was enorm populair en was een sekssymbool geworden, mede dankzij haar pin-upfoto's. Toch ging ze nooit uit de kleren. "Everybody else does nude scenes, but I don't. I never made nude movies. I didn't have to do that. I danced. I was provocative, I guess, in some things. But I was not completely exposed." zei ze hierover. Haar erotische aantrekkingskracht was het beste te zien in de zwart-witte film noir Gilda (1946) Deze rol – waarin haar legendarische handschoen-striptease te zien is – maakte van haar een cultfiguur en gaf haar een status van femme fatale. Ze was een topglamourgirl in de jaren veertig en een schoonheidsideaal voor vrouwen.

## Contract bij Columbia Pictures
In 1949 begon Hayworth een relatie met prins Aly Khan en samen kregen ze een dochter. Ze was bereid om haar filmcarrière op te geven voor haar gezinsleven. In 1953, na een huwelijk van vijf jaar, keerde ze terug naar de filmbusiness.
In 1955 klaagde ze Columbia Pictures aan om van haar contract af te komen. Jaren na het overlijden van Harry Cohn, de baas van Columbia Pictures, was Hayworth nog steeds kwaad op hem: ze leefde onder het "bezit" van de studio, had geen vrijheid. Ook was ze geïrriteerd om het feit dat de studio geen rekening hield met haar wens om te leren zingen. Hierdoor was ze vaak beschaamd omdat de soldatentroepen haar vaak vroegen om te zingen voor hen. Cohn toonde zijn frustraties dan weer in Time Magazine.

## Persoonlijk leven
Hayworth trouwde vijf keer:
1. Edward Charles Judson (1937–1942)
2. Orson Welles (1943–1948 - 1 dochter Rebecca Welles)
3. Prins Aly Khan (1949–1953 - 1 dochter Princess Yasmin Aga Khan)
4. Dick Haymes (1953–1955)
5. James Hill (1958–1961)

Hayworth had ook een alcoholprobleem. Ze vond het moeilijk om om te gaan met de ups en downs van de filmbusiness. Haar dochter herinnert zich dat haar toestand van dag tot dag erger werd, tot ze uiteindelijk een instorting kreeg en in het ziekenhuis belandde.
Hayworth raakte in februari 1987 in een halve coma en stierf enkele maanden later op 68-jarige leeftijd aan Alzheimer in Manhattan. Ze werd begraven op het Holy Cross Cemetery in Culver City, Californië. Op haar grafsteen staat: "To yesterday's companionship and tomorrow's reunion"
("Op de kameraadschap van gisteren en de hereniging van morgen").

## Trivia
- Shalimar van Guerlain uit 1925 was het favoriete parfum van Hayworth.
- In de film The Shawshank Redemption vraagt Andy Dufresne (Tim Robbins) om een poster van Hayworth om daarmee het gat te verbergen waardoor hij gaat ontsnappen uit de gevangenis.
- In de film Mulholland Drive besluit Camilla (Laura Harring), na haar geheugenverlies, zichzelf Rita te noemen omdat ze de naam Rita Hayworth op een filmposter ziet staan.
- In de film Notting Hill citeert Anna Scott (Julia Roberts) Rita Hayworth in: 'Rita Hayworth used to say: 'They go to bed with Gilda, and they wake up with me'. Do you feel that way?'
- In de film The Godfather vraagt een van Michaels bewakers aan passerende Amerikaanse soldaten of hij mee mag naar Amerika en roept de naam van Rita Hayworth.
- Hayworth probeerde zich aan te passen om blanker te lijken en daardoor in het Jim Crow-Amerika succes in films te hebben. Ze inspireerde hiermee De zeven echtgenoten van Evelyn Hugo.

## Citaten
- "I always considered myself as a comedienne who could dance."
- "We are all tied to our destiny and there is no way we can liberate ourselves."
- "Movies were much better in the days when I was doing them."
- "If he could have ever been in love with anyone, I think Harry Cohn was secretly in love with me."
- "I like having my picture taken and being a glamorous person. Sometimes when I find myself getting impatient, I just remember the times I cried my eyes out because nobody wanted to take my picture at the Trocadero."
- "Men fell in love with Gilda, but they wake up with me."
- "What surprises me in life are not the marriages that fail, but the marriages that succeed."
- "All I wanted was just what everybody else wants, you know, to be loved."
- "I did not have everything from life. I've had too much!"